# Busseola sorghicida
Busseola sorghicida là một loài bướm đêm trong họ Noctuidae.